# Gonystylus macrocarpus
Gonystylus macrocarpus är en tibastväxtart som beskrevs av Cyril Tenison White. Gonystylus macrocarpus ingår i släktet Gonystylus och familjen tibastväxter. Inga underarter finns listade i Catalogue of Life.